# Почаевская икона Божией Матери
Почаевская икона Божией Матери — почитаемая в православной и католической церкви икона Богородицы. Считается верующими чудотворной, празднование иконе совершается 31 марта, 23 июля и 8 сентября по юлианскому календарю.

## История иконы
Почитаемая чудотворной древняя Почаевская икона хранится в Успенской Почаевской лавре на западе Украины в городе Почаеве Тернопольской области. По преданию, она была подарена инокам дворянкой Анной Гойской, которая в 1559 году получила её в дар от проезжавшего мимо Почаева митрополита Неофита, будущего патриарха Константинопольского.
Спустя некоторое время икону забрал из монастыря наследник Анны Гойской кальвинист Анджей Фирлей. Образ находился у него около 20 лет и в 1644 году вернулся в обитель. Предание связывает с возвращением историю о том, что жена Андрея стала бесноватой и по совету Иова Почаевского, чтобы получить исцеление, вернула икону в монастырь.
Около 1721 года монастырь вместе с иконой перешёл во владение униатов. В 1773 году лики младенца Христа и Богородицы были коронованы присланными папой Климентом XIV двумя коронами из золота. В 1831 году монастырь и икона были возвращены православным, монастырь получил статус лавры. В 1861 году Фёдор Верховцев выполнил звездообразный, из серебра и золота, киот с камнями, а ризу в 1866 году.
В настоящее время икона находится в Успенском соборе Почаевской лавры, ежедневно перед ней читается акафист.

## Чудеса, связанные с Почаевской иконой
- избавление Успенской Почаевской лавры от турецкой осады 20-23 июля 1675 года.

Наиболее известное чудо, приписываемое иконе:

Утром 23 июля с восходом солнца татары держали последний совет о штурме обители, игумен же велел петь акафист Божией Матери. С первыми словами «Взбранной Воеводе» над храмом внезапно явилась Сама Пречистая Богородица… Преподобный Иов находился близ Божией Матери, кланяясь Ей и молясь о защите обители. Татары приняли небесное воинство за привидение, в смятении стали стрелять в Пресвятую Богородицу и преподобного Иова, но стрелы возвращались назад и ранили тех, кто их пускал. Ужас охватил неприятеля. В паническом бегстве, не разбирая своих, они убивали друг друга. Защитники монастыря устремились в погоню и захватили многих в плен.

- чудеса периода захвата лавры униатами.

В униатский период Почаевской лавры (1721—1832 годы) от иконы засвидетельствовано, по утверждению Русской церкви, 539 чудотворений. Возвращение лавры православным отмечено, по преданию, исцелением слепой девочки Анны Акимчуковой. В память об этом событии установлено еженедельное, по субботам, чтение соборного акафиста перед чудотворной иконой.

## Иконография
Относится к иконографическому типу Умиление. Изображение Богородицы поясное. На правой руке она держит младенца Иисуса, а на левой плат, которым прикрыты ноги и спина Христа. Левая рука Иисуса лежит на плече Богородицы, а правой он благословляет.
На иконе имеются греческие надписи, а на полях миниатюрные изображения святых: пророка Илии, святителя Мины, первомученика Стефана, преподобномученика Авраамия, великомучениц Екатерины, Параскевы и Ирины.